# Girl's BOX (テレビドラマ)
『Girl's BOX〜箱入り娘の4つのX'masストーリー〜』（ガールズ・ボックス はこいりむすめのよっつのくりすます・すとーりー）はBS-i（現在のBS-TBS）にて2005年12月3日から同年12月24日まで毎週土曜日18:30 - 19:00に放送されたテレビドラマ。2007年12月23日17:00 -18:53にBS-iで再放送された。

## 解説
エイベックス所属の女性アイドルのコンピレーション・ユニット「Girl's BOX」から生まれたスペシャルドラマで、クリスマスを舞台に家族、恋愛をテーマにした4つのオムニバス・ストーリーとなっている。
主演は星井七瀬、嘉陽愛子、長澤奈央、長谷部優（Dream）。

## 放送リスト

### 第1話「箱入り娘のクリスマス」
2005年12月3日放送。
あらすじ　
クリスマスの日に家出をした未来は、行く宛てもなく街を歩いていると、怪しいスカウトマンに声を掛けられる。そこにレンという少女が現れ、未来を助ける。その後レンと仲良くなった未来は、レンに家出した理由を話す。実はクリスマスは未来にとっての誕生日であり、死んだ母の命日でもあった。母は未来を産んだ直後に死んでしまう。それなのにクリスマスケーキを買ってお祝いしようとする父を見てショックを受け、家出をしたと言うのだ。そして未来はレンを連れてある場所へと向かう。
キャスト
- 森田未来-星井七瀬
- 森田崇（未来の父）-山崎一
- レン-伊藤沙莉
- スカウトマン-水沢裕之
- アイスクリーム屋の主人-松尾諭

### 第2話「サンタの涙」
2005年12月10日放送。
あらすじ　
今日は楽しいクリスマス・イブ。アイ子は毎年クリスマス・イブになると塞ぎ込んでしまう二人の兄、靖史と清司の姿を見て不満を言う始末。次第にエスカレートしてしまい、喧嘩になり、靖史はアイ子の頬を思わず打ってしまう。部屋で兄たちのクリスマスプレゼントに用意したカップを割ってアイ子は泣き出してしまう。そこへ中井という男が現れる。
キャスト
- アイ子-嘉陽愛子
- 靖史-温水洋一
- 清司-緋田康人
- 中井-谷津勲
- 光子-水木薫

### 第3話「クリスマスのゆくえ」
2005年12月17日放送。
あらすじ　
仕事帰りに通りかかった場所で会った桃子とストリート・ミュージシャンの祐一。「今年のクリスマスを一緒に過ごそう」と祐一から告白されるが、桃子は曖昧な返事しかできなかった。実は桃子には明彦という婚約者がいたのだ。婚約者がいながら「彼氏はいない」と桃子は祐一に嘘をついてしまう。ある日、桃子のマンションに突然祐一が訪ねてきた…。
キャスト
- 桜井桃子-長澤奈央
- 石川祐一-吉田友一
- 木下明彦-宮城健太郎

### 第4話「いもうと」
2005年12月24日放送。
あらすじ　
明日は明日香の姉、今日子と充の結婚式。両親が事故で亡くなって5年。箱入り娘と言われた仲良し姉妹だったが、明日香は好きだった充を今日子に取られたのを恨んでいた。だが、その夜、今日子がホテルに泊まることになり、明日香は充と二人きりで過ごすことになった…。
キャスト
- 丸山明日香-長谷部優
- 佐藤充-唐橋充
- 丸山今日子-西山繭子

## スタッフ
- プロデューサー：丹羽多聞アンドリウ
- エグゼクティブ・プロデューサー：原田淳（エイベックス・エンタテインメント）
- 企画：折本雄一、藤井貴礼、長谷川三及（エイベックス・エンタテインメント）
- 脚本：中江有里（第1話）、千葉雅子（第2話）、渡辺千穂（第3話、第4話）
- 監督：筧昌也（第1話）、鈴木浩介（第2話）、安藤尋（第3話）、篠崎誠（第4話）
- 主題歌：「Giant X’mas 〜友情にリボン〜」- 3rd X'mas （Dream、長澤奈央、SweetS、星井七瀬、嘉陽愛子、PARADISE GO!! GO!!、斉藤未知）
- 製作：Girl's BOX製作委員会、BS-i、エイベックス・エンタテインメント

## DVD
- 放送翌年の2006年12月16日にエースデュースエンタテインメントから発売された。ドラマ4編のほかにメイキングと主演を務めた4人のインタビューが収録されている。